# Atorvastatină
Atorvastatina este un hipolipemiant din clasa statinelor, fiind utilizat în tratamentul anumitor tipuri de dislipidemii. Calea de administrare disponibilă este cea orală.
Molecula a fost patentată în 1986 și a fost aprobată pentru uz medical în Statele Unite ale Americii în anul 1996. Este disponibil sub formă de medicament generic.

## Utilizări medicale
Atorvastatina este utilizată în tratamentul unor dislipidemii și pentru prevenirea bolilor cardiovasculare.

### Dislipidemii
- Hipercolesterolemie și dislipidemii mixte[14]
- Hipercolesterolemie familială
- Hiperlipidemie combinată

## Reacții adverse
Principalele efecte adverse asociate tratamentului cu atorvastatină sunt: dureri musculare și articulare, greață, diaree. Un eveniment sever posibil este rabdomioliza.